# Cyphosoma lausoniae
Cyphosoma lausoniae é uma espécie de insetos coleópteros polífagos pertencente à família Buprestidae.
A autoridade científica da espécie é Chevrolat, tendo sido descrita no ano de 1838.
Trata-se de uma espécie presente no território português.